# Acacia manubensis
Acacia manubensis é uma espécie de leguminosa do gênero Acacia, pertencente à família Fabaceae.